# Ел Вахда
Ел Вахда или Јунити (енгл. Unity и арап. الوحدة — „јединство“) био је један од три вилајета у регији Горњи Нил у Јужном Судану, а након 2011. и независности Јужног Судана држава.
Држава Јунити престала је да постоји 2015, када је Јужни Судан подељен на 28 нових држава.

## Одлике
Налазио се у северозападном делу регије Горњи Нил на граници са Суданом. Захватао је површину од 35.956 км², на којој је живело око 145.000 становника. Просечна густина насељености била је 4 стан./км². Главни град вилајета био је Бентију. Ел Вахда је позната по великим лежиштима нафте.

## Подела
Ел Вахда је био подељен на девет округа:
- Мајом
- Рубкона
- Парјенг
- Лер
- Гујт
- Коч
- Абејмном
- Мајендит
- Пајинџар